# 突眼导弹
突眼是以色列拉斐尔公司开发和供以军使用的一个空对面导弹系列，美国也采用了它并取名为“AGM-142打盹导弹”，现在美军已逐步将它退役，但在以色列仍有举足轻重的地位：多方消息都认为海豚级潜艇使用的核报复载具就是用它改进来的。  也有反舰版称“下雨导弹”，由P-3獵戶座海上巡邏機发射。